# Cem Felek
Cem Felek (aserbaidschanisch Cem Fələk; * 12. Mai 1996 in Buchen (Odenwald)) ist ein deutscher Fußballspieler mit aserbaidschanischen und türkischen Wurzeln.

## Karriere

### Verein
Felek spielte bis 2013 in der Jugend von Eintracht Frankfurt. Zur Saison 2013/14 wechselte er zu den A-Junioren des VfL Bochum, den er im März 2014 wieder verließ. Nach mehreren Monaten ohne Verein wechselte er zur Saison 2014/15 nach Schottland zur U-20 des FC Aberdeen. In Aberdeen stand er auch ein Mal im Profikader. Nach der Saison 2014/15 wurde sein Vertrag in Schottland nicht mehr verlängert. Daraufhin wechselte er zur Saison 2015/16 in die Türkei zum Drittligisten Fatih Karagümrük SK, der ihn direkt an den Erstligisten Antalyaspor verlieh. In Antalya kam er zu zwei Einsätzen im Pokal. Nach dem Ende der Leihe kehrte er zunächst wieder zu Fatih Karagümrük zurück, ehe er den Verein im September 2016 verließ. Im Januar 2017 wechselte Felek nach Finnland zum Erstligisten Rovaniemi PS. Für Rovaniemi kam er zu in der Saison 2017 zu elf Einsätzen in der Veikkausliiga. Nach einer Spielzeit in Finnland kehrte er im Januar 2018 nach Deutschland zurück und schloss sich dem viertklassigen TSV Steinbach Haiger an. Für Steinbach spielte er acht Mal in der Regionalliga und gewann den Hessenpokal. Im Juli 2018 wechselte Felek nach Estland zum Erstligisten FC Levadia Tallinn. In der estnischen Hauptstadt kam er bis zum Ende der Saison 2018 zu 14 Einsätzen in der Meistriliiga, in denen er vier Tore erzielte. Zur Saison 2019 wechselte er ein zweites Mal nach Finnland, diesmal zum Kuopion PS. In Kuopio spielte er ausschließlich für das drittklassige Farmteam SC Kuopio Futis-98 und so wurde er ohne Einsatz für die Profis im Juli 2019 nach Zypern an den Zweitligisten Aris Limassol verliehen. Nach dem Ende der Leihe kehrte er nicht mehr nach Finnland zurück, sondern wechselte nach Deutschland zum sechstklassigen Rot-Weiß Darmstadt. Dort spielte er ein halbes Jahr und ging dann weiter zur SG Dersim/VfR Rüsselsheim. Die Saison 2021/22 war Felek in der fünftklassigen Hessenliga beim VfB Ginsheim aktiv. Anschließend wechselte er weiter zum estnischen Erstligisten JK Trans Narva.
Seit 2023 ist Felek als Spielertrainer bei Delay Sports Berlin II aktiv.

### Nationalmannschaft
Felek spielte im November 2010 ein Mal für die türkische U-15-Auswahl. 2012 kam er dann zu elf Einsätzen (5 Tore) für die aserbaidschanische U17-Mannschaft und zwei Jahre später bestritt er drei Partien für dessen U19.

## Erfolge
- Hessenpokalsieger: 2018

## Trivia
Felek betreibt auf YouTube den Kanal FELEKTV mit 3700 Abonnenten (Stand: 25. Januar 2022) mit dem Schwerpunkt Fußball und Athletik-Training. Im Mai 2021 war er in einem Video der freekickerz zu sehen.